# Paltoga
Paltoga (Russisch: Палтога) is een dorp in het centrale deel van Europees Rusland in de oblast Vologda. Paltoga telde 261 inwoners in 2010 en heeft een oppervlakte van 4 km².

## Geografie
Paltoga ligt enkele kilometers ten zuidoosten van het Onegameer. De regionale weg R37, loopt door het dorp en verbindt het met het 16 kilometer naar het oosten gelegen rajoncentrum Vytegorsky.

## Geschiedenis
De plaats ontstond op 27 juni 2001 in zijn huidige vorm, door samenvoeging van de dorpen Akulovo, Kasakovo en nog enkele andere gehuchten. Daarbij werd Kasakovo vervangen door Paltoga als bestuurscentrum van de selskoje poselenieje Kasakovskoje.
Bij de volkstelling van 2002 telde Paltoga 295 inwoners (135 mannen, 160 vrouwen), slechts drie ervan waren niet-Rus. In 2010 waren er 261 inwoners. De hele gemeente Kasakovskoje selskoje poselenieje heeft 524 inwoners.

## Infrastructuur

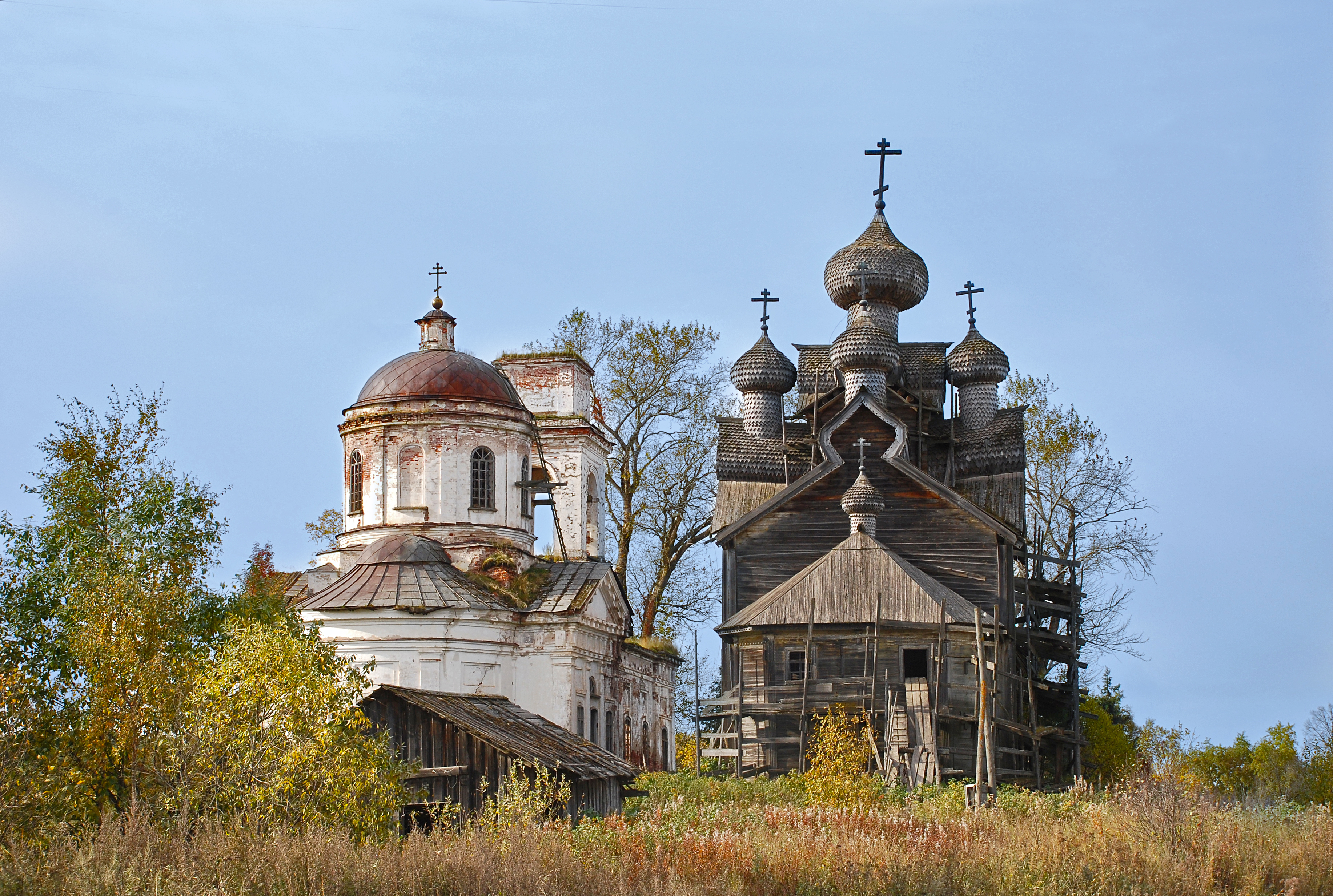
Beide kerken, tot januari 2009

In het dorp bevinden zich een school, enkele winkels, twee Feldsjer voor medische basiszorg, en een bibliotheek. Even buiten het dorp staat de in steen gebouwde kerk uit 1810 Kerk van het icoon van de Moeder-Gods met daarbij een begraafplaats. De in 1733 gebouwde houten Driekoningenkerk is, na tekort schietende restauratiewerkzaamheden, in januari 2009 ingestort.